# Право на женщину
«Право на женщину» — советский немой чёрно-белый фильм 1930 года режиссёра Алексея Каплера.

## Сюжет
Героиня фильма поступает в медицинский вуз, но её муж, со старыми патриархальными взглядами, запрещает ей учиться. Она забирает ребёнка и уходит из дома. Активная студенческая жизнь оказывается непростой с ребёнком на руках. В вузе её обходят со стипендией, ссылаясь на то, что она может требовать алименты от мужа, чего она делать категорически не хочет. Вопрос ставится на партсобрании, где ей назначается стипендия. Её ребёнок заболевает и умирает, и она решает посвятить свою жизнь спасению детей — стать хирургом.

## В ролях
- Татьяна Златогорова
- Владимир Сокирко
- Иван Скуратов
- Таня Мухина

## О фильме
Один из двух фильмов, снятых А. Каплером в качестве режиссёра. В прокат не вышел — картину объявили упаднической.
Сохранился частично: в состоящей из шести частей ленте нет пятой части.
Фильм был показан в 2003 году в рамках программы XXV Московского международного кинофестиваля.

Показательным фильмом о «новой женщине» можно назвать работу Алексея Каплера «Право на женщину». Она невольно составила дилогию с картиной «Женщина завтрашнего дня» 1914 года. В фильме Петра Чардынина главная героиня была врачом-гинекологом, которая предпочла в дореволюционной России профессиональную реализацию семейным узам.— киновед С. А. Смагина